# Acidosasa purpurea
Acidosasa purpurea là một loài thực vật có hoa trong họ Hòa thảo. Loài này được (Hsueh & T.P.Yi) Keng f. mô tả khoa học đầu tiên năm 1986.